# La Virgen de los Plateros (Juan de Valdés Leal)
La Virgen de los Plateros, también conocida como Inmaculada con San Antonio y San Eloy, es una pintura del artista español Juan de Valdés Leal. La obra fue encargada por el gremio de plateros de Córdoba destinada a un altar situado en la antigua calle Pescadería. Fue retirada de dicho altar en 1841, y actualmente se conserva en el Museo de Bellas Artes de Córdoba (España).

## Descripción
Esta pintura estaría inspirada en la obra Inmaculada con Fray Juan de Quirós de Murillo. Muestra a la Virgen María situada sobre un pedestal, a cuyos lados se arrodillan los santos San Antonio de Padua y San Eloy. Toda la escena está rodeada de querubines, uno de los cuales porta la siguiente leyenda: «El Platero Universal / de Dios el Eterno Padre / una Joya hizo tal / que en ella puso el caudal / porque fuera para su Madre».

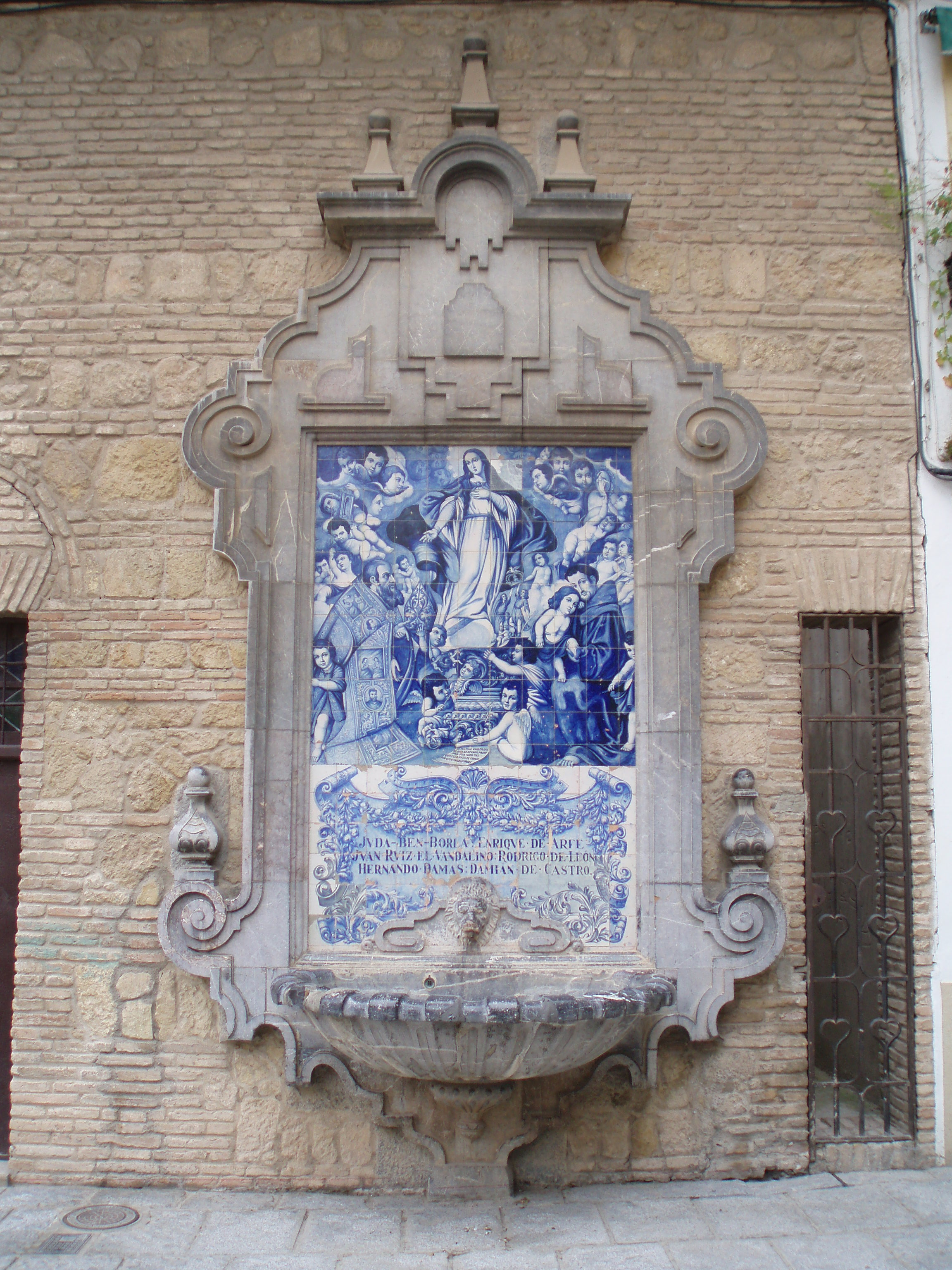
Fuente de la Virgen de los Plateros.